# Hollister (Oklahoma)
Hollister es un pueblo ubicado en el condado de Tillman en el estado estadounidense de Oklahoma. En el año 2010 tenía una población de 50 habitantes y una densidad poblacional de 83,33 personas por km².

## Geografía
Hollister se encuentra ubicado en las coordenadas 34°20′34″N 98°52′19″O / 34.34278, -98.87194 (34.342767, -98.872006).

## Demografía
Según la Oficina del Censo en 2000 los ingresos medios por hogar en la localidad eran de $21,250 y los ingresos medios por familia eran $26,250. Los hombres tenían unos ingresos medios de $18,750 frente a los $21,250 para las mujeres. La renta per cápita para la localidad era de $7,888. Alrededor del 39.3% de la población estaban por debajo del umbral de pobreza.